# Hyalinoecia papillata
Hyalinoecia papillata är en ringmaskart som beskrevs av Imajima 1999. Hyalinoecia papillata ingår i släktet Hyalinoecia och familjen Onuphidae. Inga underarter finns listade i Catalogue of Life.